# Прапор Інкермана
Пра́пор І́нкермана затверджений 27 лютого 2004 р. рішенням Інкерманської міської ради.

## Опис прапора
Прямокутне полотнище зі співвідношенням сторін 2:3 розділене горизонтально на п'ять горизонтальних смуг — червону, білу, блакитну, білу і блакитну. У центрі червоної смуги — біле зображення святого Климента із жовтим німбом, прив'язаного до жовтого якоря. Співвідношення ширин смуг 14:1:1:1:3.